# Chrysler 160 e 180
Le Simca 160/180/2 litres erano modelli di autovettura prodotte da Simca-Chrysler France tra il 1970 ed il 1979.
Le denominazioni della serie furono molto variegate nel corso degli anni (seguendo le vicissitudini dei vari cambi di proprietà della casa produttrice) e a seconda del mercato a cui si rivolgevano; sono conosciute anche come Chrysler 160, Chrysler 180, Talbot Simca 1609, Talbot Simca 1610 e Talbot Simca 2L.

## Storia
La Simca, la cui proprietà era passata alla Chrysler che aveva costituito appositamente la Chrysler France, tornò nel settore delle berline medio-alte con i modelli 160/180 lanciati nel 1970 e interamente progettati sotto la supervisione dei nuovi proprietari. La linea di gusto "americaneggiante", ma poco originale, la meccanica classica (trazione posteriore, motore anteriore longitudinale, cambio meccanico a 4 rapporti, avantreno McPherson e retrotreno ad assale rigido) e le finiture non eccezionali erano le caratteristiche salienti di questo modello, che non raggiunse mai i livelli produttivi auspicati dalla Casa (in tutto ne furono prodotte poco più di 288 000 esemplari tra il 1970 ed il 1979).
La gamma, al momento del lancio (1970), comprendeva tre modelli, la "160", la "160 GT" e la "180", equipaggiati con motori a 4 cilindri monoalbero (in testa) di 1639 cm³ da 80cv a 5600 giri/min ("160") e 1812 cm³ da 97 CV a 5600 giri/min. ("160 GT" e "180"). Le "160 GT" (dall'impostazione sportiveggiante) e le "180" (più lussuose) erano dotate anche di 4 freni a disco, mentre la "160", aveva i freni posteriori a tamburo. Queste berline erano vendute col marchio Simca-Chrysler e lo stemma del pentagono sul cofano.
Nel 1973 venne introdotta la "2 litres", con motore portato a 1981 cm³ (110 CV), 4 freni a disco e cambio automatico Torqueflyte a 3 rapporti, mentre la "160 GT" uscì di listino. La "2 litres" era riconoscibile per la mascherina anteriore specifica ed il tetto rivestito in vinile. Era disponibile unicamente con cambio automatico.
Nel 1976, in seguito ad un lieve restyling (mascherina, interni e altri dettagli minori), la gamma cambiò fisionomia. Alla base si poneva la "1609" il cui motore (sempre di 1639 cm³) venne portato a 90 CV, seguita dalle "1610" (1812 cm³, 100 CV e cambio manuale) e  "2 Litres" (1981 cm³, 110 CV e cambio automatico a 3 rapporti fino all'estate 1978, opzione cambio meccanico in seguito). La produzione  di questi modelli, spostata nel 1975 negli stabilimenti della spagnola Barreiros, terminò nel 1979 quando già la Chrysler Europe era passata di mano, entrando a far parte del Gruppo PSA.